# La Caine
La Caine (Ausspracheⓘ) ist eine französische Gemeinde mit 160 Einwohnern (Stand: 1. Januar 2022) im Département Calvados in der Region Normandie. Sie gehört zum Arrondissement Caen und zum Kanton Évrecy.

## Geografie
La Caine liegt etwa 22 Kilometer südwestlich von Caen. Umgeben wird die Gemeinde von Préaux-Bocage im Norden, Montillières-sur-Orne im Nordosten und Osten, Ouffières im Südosten, Thury-Harcourt-le-Hom im Süden sowie Montigny im Westen.

## Bevölkerungsentwicklung

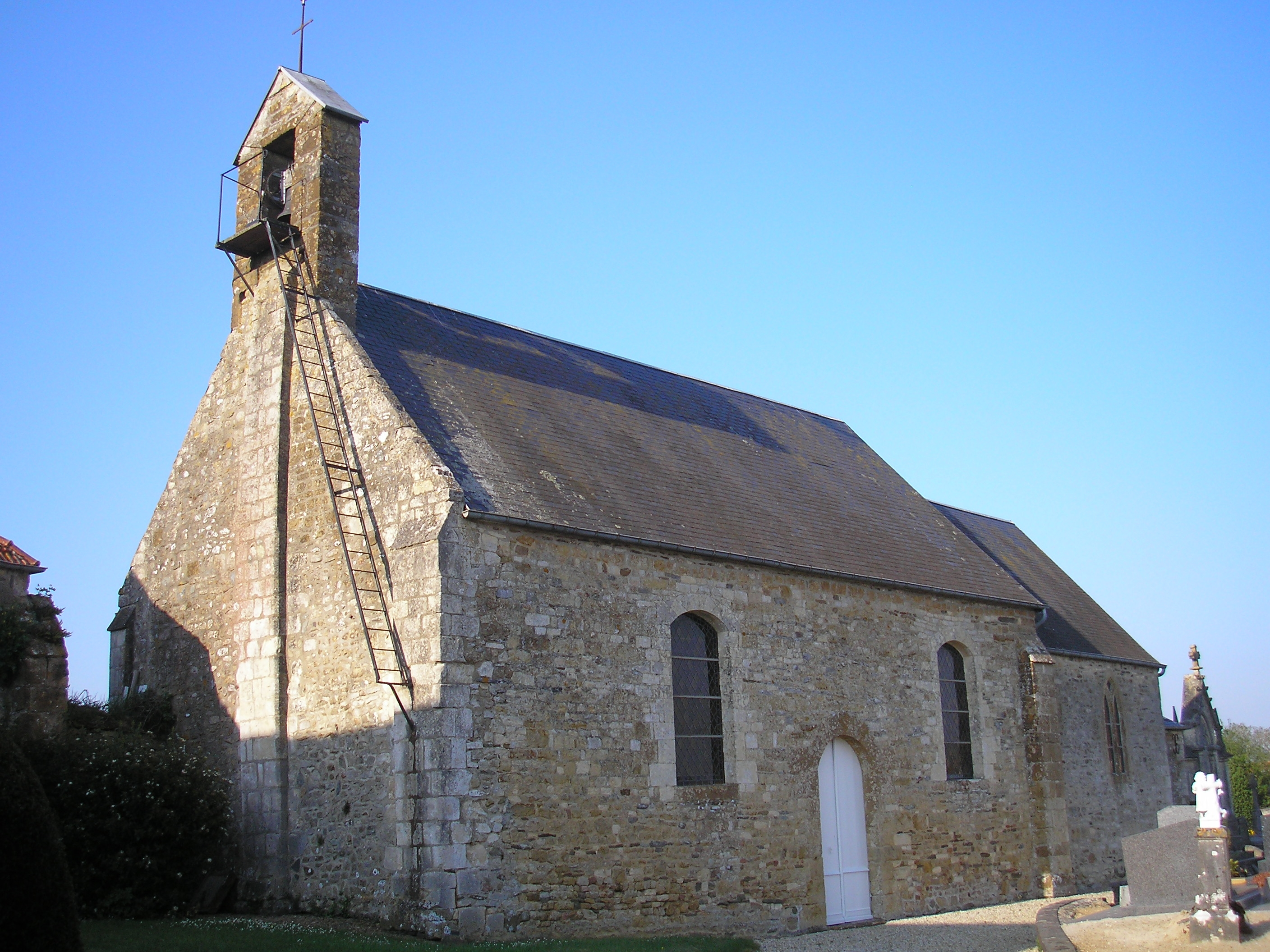
Kirche Motre-Dame

| Jahr                             | 1793 | 1836 | 1876 | 1926 | 1946 | 1968 | 1990 | 2016 |
| Einwohner                        | 167  | 130  | 140  | 86   | 69   | 65   | 97   | 151  |
| Quelle: Cassini, EHESS und INSEE |      |      |      |      |      |      |      |      |